# Crataegus gracilior
Crataegus gracilior är en rosväxtart som beskrevs av James Bird Phipps. Crataegus gracilior ingår i Hagtornssläktet som ingår i familjen rosväxter. Inga underarter finns listade i Catalogue of Life.